# Aralosaurus tuberiferus
Aralosaurus tuberiferus Rozhdestvensky, 1968 è un dinosauro erbivoro appartenente agli adrosauri, o dinosauri a becco d'anatra. Visse nel Cretacico superiore (Santoniano/Campaniano, tra 85,8 e 70,6 milioni di anni fa) e i suoi resti fossili sono stati rinvenuti in Kazakistan.

## Descrizione
È noto per avere una piccola cresta cava sul cranio. Tutto ciò che si conosce di questo dinosauro è un cranio parziale ma ben conservato, che mette in evidenza una cresta incipiente proprio di fronte agli occhi. Il cranio mostra somiglianze con quello della maggior parte degli adrosauridi, ed è probabile che anche Aralosaurus fosse un grosso erbivoro semibipede dal corpo poderoso e dalle zampe possenti. La lunghezza dell'animale doveva aggirarsi tra i 6 e gli 8 metri. I denti di Aralosaurus erano oltre mille, organizzati in trenta file, e costituivano un notevole sistema di masticazione. Come tutti gli adrosauri, infatti, anche Aralosaurus era dotato di mascelle articolate che, unite alla dentatura, permettevano all'animale di masticare il cibo. La parte posteriore del cranio di Aralosaurus era larga, una caratteristica che suggerisce la presenza di potenti muscoli masticatori.

## Classificazione
Questo dinosauro è stato descritto per la prima volta dal paleontologo russo Rozhdestvensky nel 1968 ed è stato attribuito ai dinosauri a becco d'anatra. La caratteristica cresta nei pressi del naso ha fatto ipotizzare che Aralosaurus fosse uno stretto parente del ben noto Gryposaurus, un adrosauro americano vissuto qualche milione di anni dopo. Studi più recenti hanno messo in luce come questa cresta fosse probabilmente cava; ciò, unitamente ad altre caratteristiche del cranio, ha portato i paleontologi a ritenere che Aralosaurus fosse un rappresentante primitivo dei lambeosauri, un gruppo di dinosauri a becco d'anatra dotati di grandi creste cave. Più o meno negli stessi luoghi e nello stesso periodo viveva Jaxartosaurus, un altro lambeosauro primitivo.